# دی کلامپ
دی کلامپ (به هلندی: De Klomp) یک منطقهٔ مسکونی در هلند است که در ایده (هلند) واقع شده‌است. دی کلامپ ۵۸۰ نفر جمعیت دارد.